# Mobile-Banking
Mit dem Begriff Mobile-Banking (auch M-Banking oder mBanking genannt) wird die Abwicklung von Bankgeschäften bezeichnet, die unter Zuhilfenahme von mobilen Endgeräten wie Mobiltelefonen oder PDAs stattfindet. Hierbei gibt es die Möglichkeit, Mobile-Banking über spezielle Applikationen/Widgets (kleine installierte Programme) vorzunehmen oder direkt über einen Mobile-Browser auf Banking-Anwendungen im Internet zuzugreifen.
Mobile-Banking unterscheidet sich vom mobile Payment, bei welchem über mobile Endgeräte Bezahlvorgänge direkt am Verkaufsort abgewickelt werden können. Dies könnte sich mit der Einführung der Echtzeitüberweisung (Instant Payment) ändern. Um eine Zahlung zu tätigen, könne künftig ein auf dem POS-Terminal angezeigter QR-Code mit allen Informationen zur durchzuführenden Überweisung mit einer Mobile-Banking-App eingelesen werden. Im Zusammenspiel mit einer vorgeschalteten elektronischen Zahlungsaufforderung (Request to Pay) kann zuvor auch eine Zahlungsvorlage (eventuell mitsamt eines elektronischen Rechnungsdokuments) übermittelt werden, die als Grundlage für die daraufhin durchgeführte Echtzeitüberweisung dient. 

## Geschichte
Die früheste Form des Mobile-Banking bestand in Transaktionen über SMS (SMS-Banking). Mit der Einführung von Smartphones mit WAP-Unterstützung entwickelten die ersten europäischen Banken 1999 Plattformen im mobilen Internet, um ihre Dienstleistungen zur Verfügung zu stellen.
Apples Erfolg mit der Einführung des iPhones und der rasche Marktanstieg von Smartphones mit dem Android-Betriebssystem führten zu einer steigenden Zahl an Apps für Finanzdienstleistungen. Mit den Entwicklungen im Bereich der Webtechnologie (HTML5, CSS3, JavaScript) veröffentlichten immer mehr Banken eigene Apps. 2012 stellte ein Drittel aller Banken ihren Kunden eine für mobile Endgeräte optimierte Webseite zur Verfügung.

## Dienstleistungen
Mobile-Banking besteht aus drei Anwendungen
- Mobile-Kontoführung (Mobile-Accounting)
- Mobile-Depotführung (Mobile-Brokerage)
- Mobile-Finanzinformationen (Mobile-Financial-Information-Services)

Da Informationsdienste, die notwendige Entscheidungsgrundlage für Transaktionen liefern, können Konto- bzw. Depotführungsdienste nur angeboten werden, wenn eine gewisse Mindestzahl an Informationsdiensten mit angeboten wird. Informationsdienste hingegen können auch als unabhängiges Modul, d. h. ohne Ermöglichung der Transaktionsdienste, angeboten werden.
Aus Vertriebssicht ermöglicht Mobile-Banking den Banken, einen zusätzlichen Distributionskanal. Das ist der Grund, warum Mobile-Banking in der Multikanalstrategie vieler Banken eine wichtige Rolle einnimmt.

## Technische Voraussetzungen
Im Technischen Komitee 68 „Financial Services“ der ISO wurde im Oktober 2010 ein New Work Item Proposal zur Ausarbeitung der Normenreihe ISO 12812 „Mobile-Financial-Services“ genehmigt. Im Rahmen dieser Normenreihe sollen Spezifikationen für das Mobile-Banking normativ festgelegt werden.
Bei der Realisierung von Applikationen für das Mobile-Banking müssen bestimmte Voraussetzungen eingehalten werden.

### Kompatibilität
Es gibt eine große Zahl an Smartphones von verschiedenen Anbietern und bei der Realisierung einer App muss diese für alle verschiedenen Betriebssysteme angepasst werden. Manche Endgeräte verfügen über Java ME, während andere das SIM Application Toolkit unterstützen. Wieder andere verfügen nur über WAP oder SMS.
2009 veröffentlichte die Mobile Marketing Association (MMA) (besetzt von CellTrust und VeriSign) einen Überblick des Mobile-Banking der Finanzinstitute und die Vor- und Nachteile, die mit dieser Entwicklung einhergehen.

### Sicherheit
Transaktionen, die über mobile Endgeräte abgewickelt werden, stellen ein enormes Sicherheitsrisiko dar, da eine Anzahl an potentiell gefährdeten Schnittstellen durchlaufen werden müssen und die Daten über unsichere kabellose, und damit abfangbare, Verbindungen gesendet und empfangen werden.
Um eine sichere Umgebung für Finanztransaktionen zu schaffen, müssen mehrere Voraussetzungen erfüllt werden:
- Es muss sichergestellt werden, dass das Endgerät die in der App verwendeten Sicherheitsmaßnahmen unterstützt
- Es soll wenigstens ein Benutzername und ein Passwort gefordert werden, um im Falle eines Diebstahls des Endgerätes den Zugriff auf die App zu erschweren
- Das Endgerät muss sich beim Service-Provider authentifizieren, bevor eine Transaktion getätigt wird, um sicherzustellen, dass keine unautorisierte Person die Transaktion tätigt
- Alle Daten müssen verschlüsselt gesendet und empfangen werden
- Alle Daten, die auf dem Gerät gespeichert werden, müssen verschlüsselt werden.

Oftmals kommen auch Einmalkennwörter im Rahmen einer Zwei-Faktor-Authentifizierung zum Einsatz um Diebstahl durch Cyberkriminelle zu unterbinden. Dabei werden die Kennwörter bei jeder Transaktion an den Benutzer gesendet, der es zur Bestätigung in die App übertragen muss. Das Passwort verfällt nach der Benutzung für die spezifische Transaktion oder nach einer bestimmten Zeit.

### Verteilung und Personalisierung
Um die Aktualität der App zu gewährleisten, muss diese selbst in regelmäßigen Abständen automatisch aktualisiert werden.
Die App soll außerdem durch den Benutzer angepasst werden können und Personalisierungen im Bereich der Sprache, Format des Datums, Währung und Transaktionsvorlagen zulassen.